# Agromyza nigrociliata
Agromyza nigrociliata este o specie de muște din genul Agromyza, familia Agromyzidae, descrisă de Friedrich Georg Hendel în anul 1931. Conform Catalogue of Life specia Agromyza nigrociliata nu are subspecii cunoscute.